# ایشتوان کاوس
ایشتوان کاوس (انگلیسی: István Kausz؛ زادهٔ ۱۸ اوت ۱۹۳۲ – درگذشته ۳ ژوئن ۲۰۲۰) شمشیرباز اهل مجارستان بود.
وی در مسابقات کشوری و بین‌المللی در مجموع برندهٔ ۱ مدال طلا شده‌است.